# Rinus Formannoy

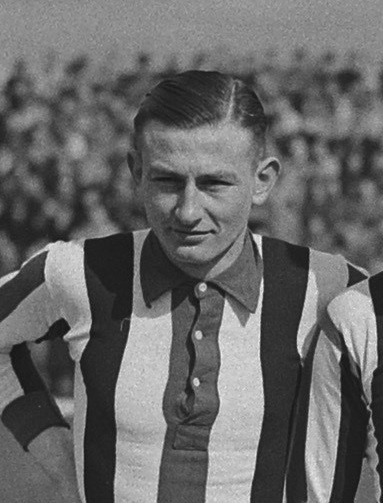

Marinus Everardus (Riny of Rinus) Formannoy (Tilburg, 24 november 1926 – aldaar, 8 mei 2008) was een Nederlands profvoetballer. De rechtermiddenvelder speelde 224 wedstrijden voor Willem II (1949-1959), waarmee hij zowel in 1951/52 als 1954/55 landskampioen werd.
Formannoy verkoos na zijn periode bij Willem II een studie aan de MTS in 's-Hertogenbosch boven het voetballen. De opkomst van een betaalsysteem in het voetbal, waarbij de één meer kreeg dan de ander vond hij maar niks, omdat hij het saamhorigheid en vriendschap in de weg vond staan. Later werd Formannoy ondercommandant bij de Tilburgse brandweer. Hij overleed op 81-jarige leeftijd in verzorgingshuis 't Laar in Tilburg.

## Verlate schaal
Van de achttien spelers uit het kampioensjaar '54/'55 (het eerste jaar van het betaald voetbal in Nederland) waren op dinsdag 24 januari 2006 twaalf mannen nog in leven, waaronder Formannoy. Op die dag kregen zij van Henk Kesler en Jeu Sprengers namens de KNVB alsnog een kampioenschaal uitgereikt. In 1955 was het bij een oorkonde en een kleine beker ter herinnering gebleven.